# Salacia sibogae
Salacia sibogae är en nässeldjursart som beskrevs av Chantal Billard 1924. Salacia sibogae ingår i släktet Salacia och familjen Sertulariidae. Inga underarter finns listade i Catalogue of Life.